# James Dearden
James Dearden (* 14. September 1949 in London) ist ein britischer Drehbuchautor und Filmregisseur.

## Leben
Dearden ist Sohn des Regisseurs Basil Dearden (1911–1971) und der Schauspielerin Melissa Stribling (1926–1992). Dearden gab sein Debüt als Drehbuchautor, Regisseur und Produzent mit dem Kurzfilm Das Dingsbums aus dem Jahr 1977. Hierfür erhielt er bei den Internationalen Filmfestspielen Berlin 1978 den Preis der Jury. Nach weiteren Projekten drehte er mit The Cold Room 1984 seinen ersten Langfilm. Sein auf seinem eigenen Kurzfilm Diversion (1980) basierendes Drehbuch zu Eine verhängnisvolle Affäre brachte ihm 1988 eine Oscar-Nominierung in der Kategorie Bestes adaptiertes Drehbuch ein. Ferner erhielt er eine Nominierung für den Saturn Award für das beste Drehbuch. Im Anschluss wandte er sich wieder eigenen Projekten zu, die er auf Basis seiner eigenen Drehbücher inszenierte. Mit Die vergessene Insel nahm Dearden am Wettbewerb bei den Internationalen Filmfestspielen von Cannes 1988 teil. 
2013/2014 entstand eine Bühnenversion von Eine verhängnisvolle Affäre, an der Dearden maßgeblich beteiligt war. Die Version hat ein anderes Ende als der Film.

## Filmografie (Auswahl)
- 1977: Das Dingsbums (The Contraption)
- 1984: The Cold Room
- 1987: Eine verhängnisvolle Affäre (Fatale Attraction)
- 1988: Die vergessene Insel (Pascali's Island)
- 1991: Der Kuß vor dem Tode (A Kiss Before Dying)
- 1999: Das schnelle Geld – Die Nick-Leeson-Story (Rogue Trader)
- 2018: Weihnachten mit der Familie – Überleben ist alles (Surviving Christmas with the Relatives)